# Samsø
Samsø är en dansk ö i Kattegatt. Den har en yta på 112,3 km² och hade 3 657 invånare  
(2020). Invånarna är fördelade i 22 byar, varav Tranebjerg är den största. Ön utgör tillsammans med några kringliggande öar Samsø kommun, som i sin tur tillhör Region Mittjylland.
Samsø består av Nordsamsø, vars största ort är Nordby, och Sydsamsø som innehåller Tranebjerg, Kolby Kås och Ballen. Delarna binds samman av en landtunga, på vars östliga sida naturreservatet Stavns Fjord är beläget.

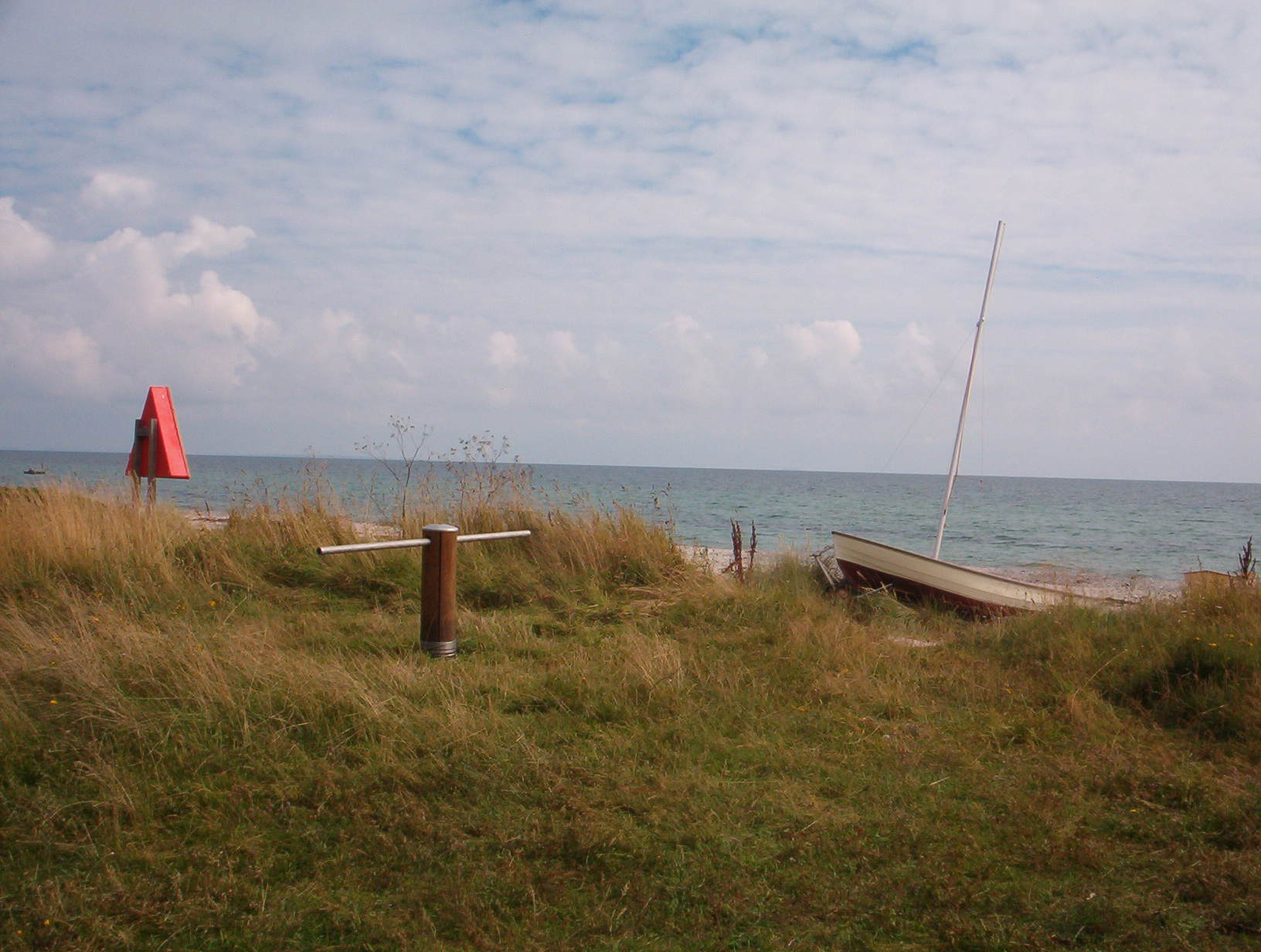
Samsø.

## Förbindelser
Det finns daglig färjeförbindelse med från Hov på Jylland till Sælvig, samt från Kalundborg på Själland till Kolby Kås. Ön hyser dessutom en flygplats. Utöver dessa finns småbåtshamnarna i Ballen, Mårup och Langør.
På ön går Midttrafiks bussar mellan Kolby Kås och Nordby. Bussarna kör i båda riktningarna ungefär en gång i timmen, och betjänar alla större orter samt båda färjelägena på ön.

## Näringsliv
Samsø är känd för sin tidiga potatis, som betingar väldigt höga priser. Utöver denna är turismen viktig för ön. Sedan 2006 finns på ön även ett bryggeri som brygger olika ölsorter med namn efter kända personer från ön.
1997 vann även ön en tävling om att bli ett samhälle fullständigt uppbyggt av förnyelsebar energi. Idag kommer 100% av öns elektricitet från vindkraft.
Samsø bedriver också ekologisk odling och exempelvis säljs från ön ekologiskt producerade rödbetor, rödkål och pumpa till konservfabriken Trolleborg.

## Fornnordisk mytologi

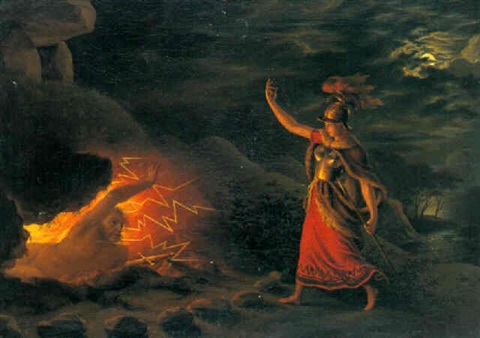
Hervor hämtar svärdet Tirfing från sin fars spöke vid gravhögen på Samsö, illustration av Christian Gottlieb Kratzenstein-Stub (1783–1816)

Saxo Grammaticus berättar att det utspelades en legendarisk holmgång på Samsö mellan den svenske hjälten Hjalmar den hugstore och hans vän Orvar Odd mot bärsärken Arngrims på Bolmsö tolv söner. Denna kamp var berömd, eftersom den också omtalas i ballader från Färöarna samt i Orvar Odds saga och i Hervors saga.
Enligt Hervors saga och Hervardarkvida var gravhögarna efter de dödade bärsärkarna förbannade. Detta hindrade inte Arngrims sondotter Hervor från att ge sig av till gravhögarna och begära av fader Angantyrs spöke att få det magiska svärdet Tirfing.
På Samsö skall enligt sägen också Oden ha sejdat i kvinnokläder.

## Historia
På öns västkust finns ännu i dag delar av en källa som härstammar från bronsåldern, Ilse Made källa. Strax före vikingatiden grävdes Kanhavekanalen tvärs över ön (c. AD 726). Utgrävningar på Tønnesminde i Brundby, t.ex., visar att det har funnits bosättningar där från stenåldern genom vikingatiden.
Under medeltiden byggdes tre borgar på ön. En där Vesborg fyr idag ligger, en där Tranebjerg ligger, och en på Hjortholm i Stavns Fjord. Det finns dock inga skriftliga källor som nämner borgen på Hjortholm, och där den ska ha varit placerad har inga stenar hittats. De övriga två borgarna är idag raserade och inte mycket återstår av dem.
Kristian V förärade den 16 juni 1676 Samsø till Sophie Amalie Moth, och den 31 december 1677 utsåg han henne till grevinna av Samsø.
Under Danmarks sjökrig med England 1801–1814 befästes inseglingen till Langøre hamn i Stavns Fjord rejält, för att förhindra engelsmännen att landstiga med sin örlogsflotta där. Det anlades kanonställningar ytterst på Besser rev, på Kyholm och på Lilleøre. Vallarna som omgav dessa är ännu välbevarade.
Under perioden 1831–1857 låg på närliggande ön Kyholm en karantänstation för pest och kolera, där långväga skepp skulle ta iland personer om de drabbats av sjukdom ombord. På ön ligger idag en enslig kyrkogård med ungefär 100 gravar.
På det numera rivna mejeriet i Besser försökte man innan andra världskriget att efterlikna den schweiziska emmentalerosten. Resultatet blev en ny ostsort, Samsø-osten, som idag produceras utanför Samsø.

## Turism
I Tranebjerg finns Samsø museum, och på olika ställen på ön finns andra delar av ekomuseet. I norra delen av ön, vid byn Nordby, finns världens största labyrint, vid namn Samsølabyrinten.
Samsø är dessutom känd för sin festival, som äger rum varje år sedan 1990 under vecka 29.